# Xerosecta introducta
Xerosecta introducta е вид охлюв от семейство Hygromiidae. Видът не е застрашен от изчезване.

## Разпространение
Разпространен е в Италия и Франция.

## Описание
Популацията на вида е стабилна.